# Tour UAP (Lyon)
La tour UAP est un ancien immeuble de bureaux des architectes Abro et Henri Kandjian du quartier de la Part-Dieu à Lyon. Haute de 74 mètres, elle était située près des Halles de Lyon, à l'intersection du cours Lafayette et de la rue Garibaldi. Elle tire son nom de l'Union des assurances de Paris. Construite en 1972, elle est détruite en 2012 pour être remplacée par la tour Incity.

## Construction
La tour UAP est construite en 1972. Haute de 74 mètres et comportant 25 étages, elle est alors l'un des plus hauts immeubles de Lyon. Inoccupée depuis 1994, elle est achetée en 2006 par le promoteur Sogelym-Steiner.

## Déconstruction
Le permis de démolir est accordé le 31 août 2009.
La démolition par le désamiantage de la tour est achevé en avril 2010, et la déconstruction de l'intérieur. En novembre 2010, le socle entourant les fondations de la tour est retiré.
Le chantier de déconstruction est ensuite interrompu pendant un an, puis repris à partir d'août 2011. Les étages extérieurs du parking de la tour sont démolis au troisième trimestre 2011.
En décembre 2011, une grue est installée pour monter une structure de démolition appelée « coiffe ». Cette structure mobile, qui descend au fur et à mesure, de la déconstruction « grignote » la tour au rythme d'un étage par semaine. Cette technique, qui n'avait jamais été employée pour une tour, doit permettre de réduire les nuisances des travaux pour le voisinage. Le béton est broyé par deux déchiqueteuses de dix tonnes chacune, pour évacuer 280 000 tonnes de matériaux. La coiffe est démontée en avril 2012. Les cinq étages restants sont alors détruits au moyen de pelleteuses de démolition.